# Sleep (canção)
"Sleep" (estilizado como sleep) é um single da banda de rock japonesa SID, lançado em 3 de março de 2010 pela Ki/oon Music. A canção foi usada como tema do programa Sukkiri!! da Nippon TV. Foi incluída no álbum de estúdio Dead Stock e também apareceu na compilação Sid All Singles Best. É o primeiro single de balada romântica do grupo desde "Namida no Ondo" (2007).

## Lançamento
O single foi anunciado em dezembro de 2009, pouco depois do lançamento do anterior "One way". O anúncio também divulgou dois shows exclusivos ao fã clube com demandas específicas. Cerca de um mês antes de ser lançada, a letra da canção vazou na internet em sites de letras.
Foi lançado em três edições. As duas limitadas incluem um DVD com o videoclipe da faixa-título e uma filmagem de "Aikagi" em um show da turnê Hikari. A filmagem difere entre as limitadas A e a B. Já a edição regular conta apenas com o CD de três faixas.

## Estilo musical e recepção
"Sleep" foi descrita como uma canção de amor de tristeza e angústia. A Tower Records descreveu que a canção "retrata vividamente os sentimentos aflitos do amor [...]" e elogou a melodia e os vocais de Mao. Sobre o lado B "Utahime", a CD Journal discorreu que é uma canção de dance-rock com charme de "quietude e movimento".

## Desempenho comercial
Alcançou a segunda posição na Oricon Albums Chart semanal e ficou na parada por sete semanas. Vendeu 56,135 cópias enquanto esteve na parada, se tornando o quinto single mais vendido da banda, de acordo com o ranking de vendas da Oricon. Na parada de singles de rock e pop japoneses da Tower Records, chegou ao quarto lugar, assim como na Billboard Japan Hot 100.
Sleep ficou em primeiro lugar no ranking de visualização de letras no aplicativo Chaku-Uta(R) da Recochoku.

## Faixas
Todas as letras escritas por Mao. 
| N.º            | Título                                          | Música         | Duração |  |
| 1.             | "Sleep"                                         | Aki            | 4:41    |  |
| 2.             | "Utahime" (歌姫)                                | Shinji         | 3:14    |  |
| 3.             | "Aikagi" (合鍵, Live from SID TOUR 2009 hikari) | Aki            | 5:35    |  |
| Duração total: | Duração total:                                  | Duração total: | 13:32   |  |

## Créditos
- Mao – vocal
- Shinji – guitarra
- Aki – baixo
- Yūya – bateria